# Pholcus koah
Pholcus koah là một loài nhện trong họ Pholcidae. Loài này được phát hiện ở Queensland.